# Loos, Nord
Loos är en kommun i departementet Nord i regionen Hauts-de-France i norra Frankrike. Kommunen ligger i kantonen Haubourdin som tillhör arrondissementet Lille. År 2022 hade Loos 22 948 invånare.

## Befolkningsutveckling
Antalet invånare i kommunen Loos
| Referens: INSEE |